# Cuphea melvilla
Cuphea melvilla là một loài thực vật có hoa trong họ Lythraceae. Loài này được Lindl. mô tả khoa học đầu tiên năm 1825.